# Pecos Pueblo
Pecos ist der Name eines historischen Pueblos in New Mexico, drei Kilometer südlich des modernen Ortes und 28 Kilometer ostsüdöstlich von Santa Fe. Der Fundort innerhalb des Pecos State Monument besteht aus zwei Teilen, dem auf einem niedrigen Hügel gelegenen Pueblo und dem wenige hundert Meter südlich im Flachen liegenden kolonialzeitlichen Pecos mit der Missionskirche. Seit dem Oktober 1960 hat Pecos Pueblo den Status eines National Historic Landmarks.

## Pueblo

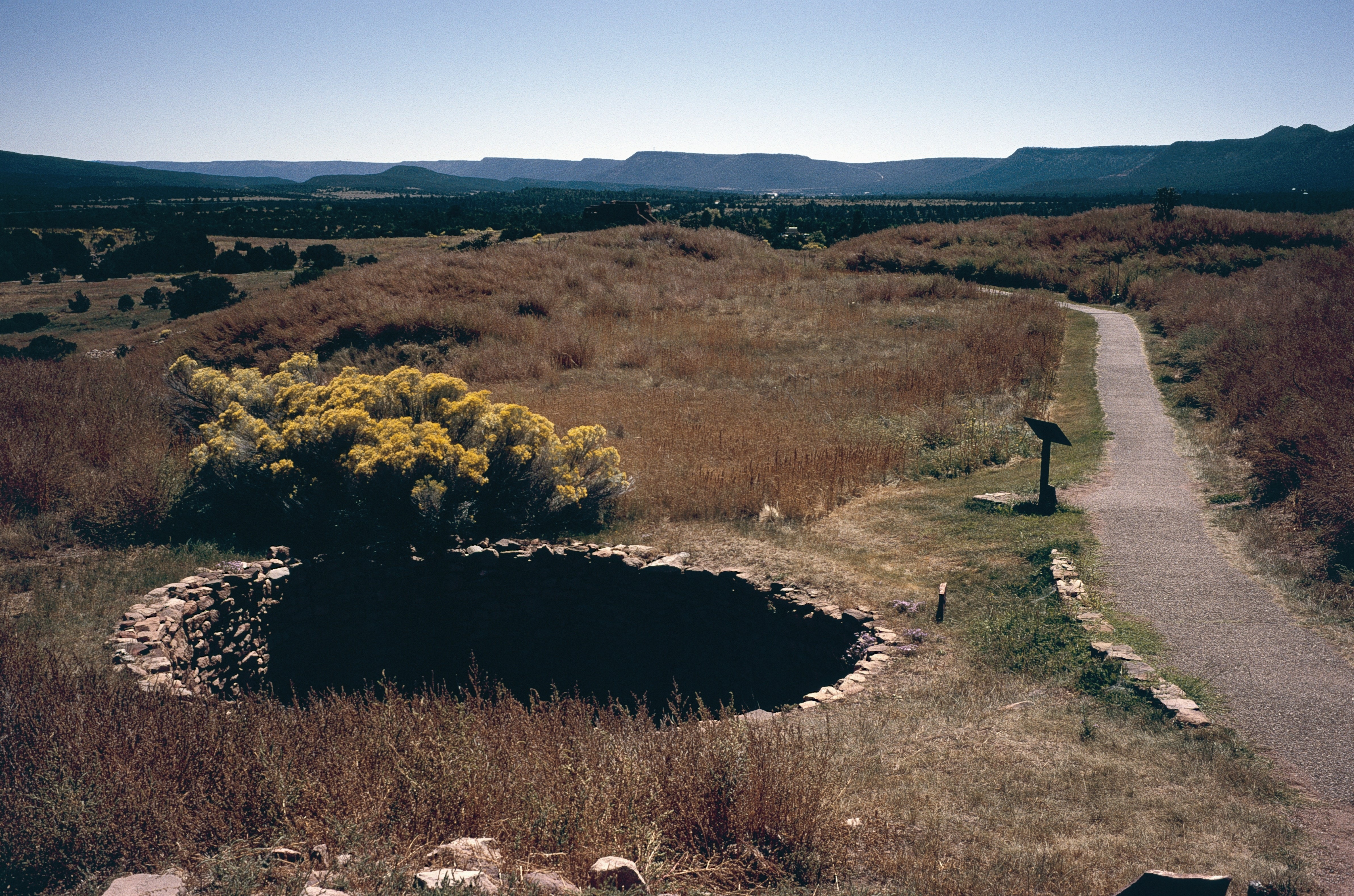
Kiva im Pecos Pueblo

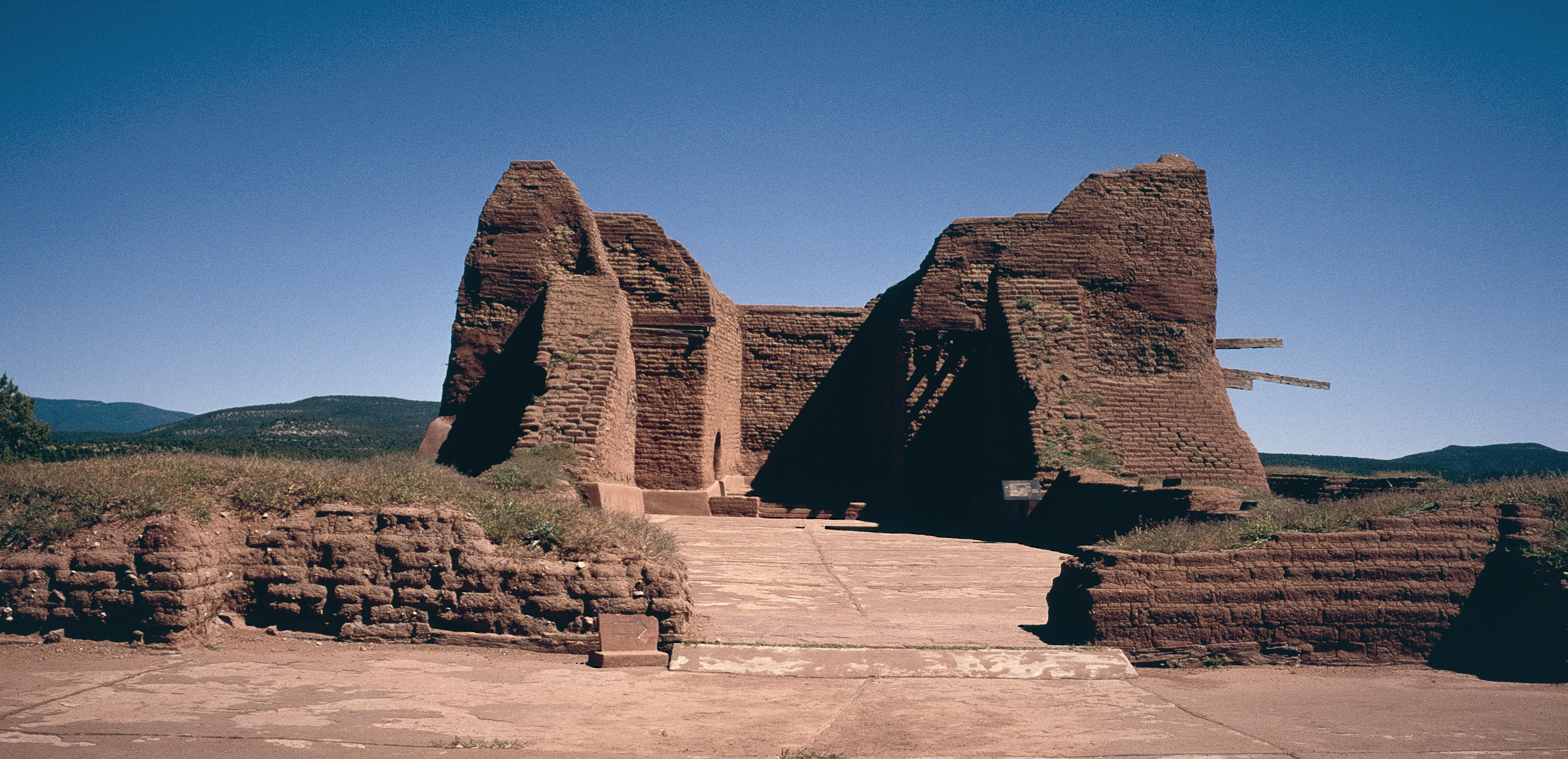
Dritte Missionskirche von Pecos

Das Pueblo auf einer niedrigen Erhebung hatte vermutlich rund 2000 Einwohner. Es gliederte sich in einen nördlichen Teil rings um einen rechteckigen Plaza und einen südlichen, beide durch mehrstöckige Bauten gekennzeichnet. Zusammen waren sie von einer niedrigen Mauer umgeben, die auf die exponierte Lage hinweist. Das Pueblo war den Überfällen durch Gruppen aus den Plains, besonders die Comanchen ausgesetzt. Zugleich war Pecos ein wichtiger Handelsplatz zwischen den Pueblos weiter im Westen und den Stämmen in den Plains.

## Missionskirchen
Eine erste Missionskirche wurde 340 Meter nordöstlich der Plaza des Pueblo erbaut (Koordinaten 35° 33' 19,6"N, 105° 41' 18,6W, nicht frei zugänglich). Die spätere einschiffige Missionskirche Nuestra Señora de los Ángeles de Porciúncula de los Pecos mit einem kleinen Klostergebäude bildet den Kern der Siedlung der Phase Pueblo IV und wurde um 1619 von Franziskanern südlich unmittelbar außerhalb der Umgrenzungsmauer des Pueblos errichtet. Sie wurde im Pueblo-Aufstand von 1680 zerstört. Nach der Rückeroberung 1693 wurde 1717 auf den Ruinen der Apsis und des vorderen Teils dieser Kirche eine neue, erheblich kleinere errichtet (Koordinaten 35° 31' 49,2" N, 105° 41' 21,1"W). In der Nähe befindet sich heute das Besucherzentrum. 

## Forschungsgeschichte
Die ersten Ausgrabungen fanden von 1915 bis 1929 statt und bildeten ein frühes Musterbeispiel moderner archäologischer Arbeit. Im Grabungscamp fand 1927 die erste der seither jährlich abgehaltenen archäologischen Pecos Conferences auf Einladung von Alfred Kidder, der damals in Pecos die Ausgrabungen leitete, und anderen Wissenschaftlern der Carnegie Institution of Washington statt. Die Teilnehmer einigten sich auf die bis heute angewandte Pecos-Klassifikation der Archäologie des Raumes in Basketmaker I – III und Pueblo I – IV.